# Christian Fiala
Christian Fiala (* 11. Mai 1959 in Stuttgart) ist ein österreichischer Gynäkologe, der durch sein Auftreten für die soziale Bewegung Pro-Choice bekannt ist. Aufmerksamkeit erregte er unter anderem durch das Bestreiten wissenschaftlich fundierter Erkenntnisse der Virologie zu AIDS und COVID-19, während dessen Pandemie er als Quarantänekritiker und Masken- sowie Impfgegner auftrat.

## Leben
Fiala wurde als Sohn österreichischer Eltern in Stuttgart geboren. Nach dem Abitur 1978 in Stuttgart absolvierte Fiala von 1978 bis 1987 das Studium der Medizin an der Universität Innsbruck. Im Februar 1987 schloss er sein Studium an der Universität Innsbruck mit dem Dr. med. univ. ab, der in Österreich damals keine Dissertation beinhaltete. Von Mai 1987 bis 2001 wurde er zum Arzt für Allgemeinmedizin und Facharzt für Frauenheilkunde und Geburtshilfe ausgebildet. Seit April 1993 hat er das Ius practicandi.
Einer seiner beruflichen Schwerpunkte ist der Schwangerschaftsabbruch, so betreibt er eine Website zum Auffinden von Abtreibungärzten für Frauen mit ungewollter Schwangerschaft. Seit 2003 leitet Fiala das Gynmed Ambulatorium Wien. Ebenfalls 2003 gründete er in Wien das Museum für Verhütung und Schwangerschaftsabbruch. 2005 promovierte er an der Karolinska Universitätsklinik in Stockholm mit der Dissertation über Verbesserungen des medikamentösen Abbruchs und ist seitdem auch am Landeskrankenhaus Salzburg tätig.
2022 erhielt die „Liste Christian Fiala“ bei der Wahl in die Ärztekammer Wien sechs von 90 Mandaten.

## Positionen und Rezeption
Fiala ist in Österreich für seine Meinung zum Schwangerschaftsabbruch als Praktizierender bekannt. Er sieht in der Möglichkeit von sicheren Abbrüchen die Bekämpfung von Müttersterblichkeit. Er vertritt die Position, „[m]it jedem Schwangerschaftsabbruch […] das Leben einer Frau“ zu retten. So erregte er beispielsweise als Mitorganisator eines Konzertes im Advent, dessen Erlöse für die Finanzierung von Schwangerschaftsabbrüchen eingesetzt werden sollte, Aufmerksamkeit. Zudem setzt sich Fiala für die Möglichkeit der anonymen Geburt und mit dem Österreichischer Verhütungsreport für Information über Verhütung ein.
Fiala hielt auch Vorträge zum Schwangerschaftsabbruch. So wurde seine Vorstellung seines Museums für Verhütung und Schwangerschaftsabbruch 2011 vom Publikum der Konferenz The Best in Heritage, einer Konferenz von im Vorjahr ausgezeichneten Museen, von den Anwesenden zur besten formalen Präsentation gewählt. Fiala engagiert sich auch als Mitglied des Beirats der „Österreichischen Gesellschaft für ein humanes Lebensende (ÖGHL)“ in einem Verein aus dem Bereich der Sterbehilfe.
Fiala trat während der COVID-19-Pandemie als Mitorganisator von Protesten gegen Schutzmaßnahmen gegen diese auf und behauptete beispielsweise im Widerspruch zur vorherrschenden Expertenmeinung bestimmte Schäden durch das Tragen von Masken. In der demgegenüber vorgebrachten Kritik wurde darauf verwiesen, dass er „ab den 1990er Jahren auch viele der von der Forschung erbrachten Erkenntnisse zur Epidemiologie, Diagnose und Therapie von Aids“ bestritten hatte.
In der Augsburger Allgemeinen wurde 2021 kritisiert, manche seiner Äußerungen zu COVID-19 seien pseudowissenschaftlich und an Zynismus grenzend. Dabei bezog sich der Kommentar auf Äußerungen wie die Impfung sei eine „Autoimmunzerstörung der Zellen“ und Sterben sei „ein Problem des Lebens auf dieser Welt“.

## Veröffentlichende Tätigkeit
Fiala veröffentlichte ab 1985 zusammen mit anderen Autorinnen drei Bücher über Verhütung und Abtreibung. Seit er im Jahr 2005 an der Karolinska Universitätsklinik in Stockholm über Improving medical abortion: Using mifepristone in combination with a prostaglandin analogue promoviert hat, ist er Mitglied der dortigen Forschergruppe und publiziert mit einem h-Index von 27 (Stand 2022) im gynäkologischen Bereich.
Er veröffentlichte 1997 ein Buch über AIDS. Daraufhin erschienen 2001 zahlreiche Beiträge von ihm im Presidental AIDS Advisory Panel Report des AIDS-Leugners und damaligen Präsidenten von Südafrika Thabo Mbeki, von dem er zu dem einberufenen Beratungsgremium eingeladen war.
Gemeinsam mit dem AIDS-Leugner Peter Duesberg und anderen reichte Fiala 2009 einen Artikel in der wissenschaftlichen Zeitschrift Medical Hypotheses ein, der ohne Peer-Review-Verfahren zur Publikation akzeptiert worden war. Nachdem gegenüber den Herausgebern der Zeitschrift ernsthafte Bedenken bezüglich der Qualität dieses Artikels angemeldet worden waren, beauftragten sie ein externes Expertengremium, die Umstände zu untersuchen, unter denen der Artikel online veröffentlicht wurde. Das Gremium empfahl, den Artikel einem externen Peer-Review-Verfahren zu unterziehen, das durch die Redaktion der medizinischen Fachzeitschrift The Lancet geleitet wurde. Da alle fünf externen Gutachter eine Ablehnung empfahlen, wurde der Artikel gemäß der Elsevier-Richtlinie zurückgezogen. Diese Richtlinie sieht eine Entfernung unter anderem für Artikel vor, deren Inhalt ein ernsthaftes Gesundheitsrisiko darstellen könnte.

## Veröffentlichungen (Auswahl)
- Christian Fiala, aufgezeichnet von Peter Michael Lingens: Lieben wir gefährlich? Ein Arzt auf der Suche nach den Fakten und Hintergründen von Aids. Deuticke, Wien 1997, 221 S., ISBN 3-216-30293-8.
- Christian Fiala, Peter Safar, Marc Bygdeman und Kristina Gemzell-Danielsson: Verifying the effectiveness of medical abortion; ultrasound versus hCG testing. In: European Journal of Obstetrics & Gynecology and Reproductive Biology. Band 109, Nr. 13, 15. August 2003, S. 190–195, doi:10.1016/S0301-2115(03)00012-5.
- Christian Fiala, Beverly Winikoff, Lotti Helström, Margareta Hellborg, Kristina Gemzell-Danielsson: Acceptability of home-use of misoprostol in medical abortion. In: Contraception. Band 70, Nr. 5, November 2004, S. 387–392, doi:10.1016/j.contraception.2004.06.005.
- Christian Fiala, Kristina Gemzell-Danielsson: Review of medical abortion using mifepristone in combination with a prostaglandin analogue. In: Contraception. Band 74, Nr. 1, Juli 2006, S. 66–86, doi:10.1016/j.contraception.2006.03.018.
- A. Faúndes, C. Fiala, O.S. Tang, A. Velasco: Misoprostol for the termination of pregnancy up to 12 completed weeks of pregnancy. In: International Journal of Gynecology & Obstetrics. Band 99, Beilage 2, Dezember 2007, S. S172–S177, doi:10.1016/j.ijgo.2007.09.006.
- Stefan Sonderegger, Peter Haslinger, Alia Sabri, Christina Leisser, Jan V. Otten, Christian Fiala, Martin Knöfler: Wingless (Wnt)-3A Induces Trophoblast Migration and Matrix Metalloproteinase-2 Secretion through Canonical Wnt Signaling and Protein Kinase B/AKT Activation. In: Endocrinology. Band 151, Nr. 1, 1. Januar 2010, doi:10.1210/en.2009-0557.
- Susanne Krejsa MacManus, Christian Fiala: Der Detektiv der fruchtbaren Tage – Die Geschichte des Gynäkologen Hermann Knaus (1892–1970). Verlagshaus der Ärzte, Wien 2016, ISBN 978-3-99052-146-5.
- Sandra Haider, Gudrun Meinhardt, Leila Saleh, Viktoria Kunihs, Magdalena Gamperl, Ulrich Kaindl, Adolf Ellinger, Thomas R. Burkard, Christian Fiala, Jürgen Pollheimer, Sasha Mendjan, Paulina A. Latos, Martin Knöfler: Self-Renewing Trophoblast Organoids Recapitulate the Developmental Program of the Early Human Placenta. In: Stem Cell Reports. Band 11, Nr. 2, 14. August 2018, S. 537–551, doi:10.1016/j.stemcr.2018.07.004.
- Susanne Krejsa MacManus, Christian Fiala: Das Sanatorium Auerspergstraße in Wien: Glorreicher Beginn, luxuriöser Verlauf, bitteres Ende. Wr. Geschichtsblätter 3/2023, 153–183. ISSN 0043-5317.
- Susanne Krejsa MacManus, Christian Fiala: Geburtenstatistiken: Was gibt es, was gibt es nicht? Wie wahrheitsgemäß sind die vorhandenen und wer zieht daraus Nutzen? Jahrbuch 2024 der Österr. Ges. für Familien- und Regionalforschung, 69-78.
- Susanne Krejsa MacManus, Christian Fiala: 1945-1975: Der blutige Kampf um die Fristenlösung … und was weiter geschah, Wien: Verlagshaus der Ärzte, 2025.